# Arthur Dent
Arthur Philip Dent Douglas Adams Galaxis útikalauz stopposoknak című sci-fi sorozatának boldogtalan főszereplője és antihőse.

## Szerepe
Arthur Dent, a BBC rádió alkalmazottja, egy boldogtalan ember, aki egyedül él nagy házában. Amikor a vogon flotta elpusztítja a Földet, hogy helyére hiperűr-sztrádát építsenek, Arthur barátjával, Ford Prefecttel együtt az utolsó pillanatban elmenekül a Földről, mégpedig lestoppolva a vogon űrhajót. Életének következő néhány évét azzal tölti, hogy köntösben vándorol egyik válsághelyzetből a másikba, miközben igyekszik magának teát szerezni.

## „Halála”
Arthur a regénysorozat Jobbára ártalmatlan című utolsó részében meghal egy Béta nevű klubban, amikor a Földet és minden egyes másolatát egyszerre elpusztítják a vogonok. Douglas Adams gyakran hangoztatta sajnálatát, amiért a sorozat ilyen hangulatban végződött, és azt is megjegyezte, hogy ha megírná a hatodik részt, ugyanarról a helyről folytatná a szereplők történetét, ahol az ötödik részben abbahagyta.
Az Eoin Colfer által írt Ja, és még valami… című hatodik részben Arthur egy álomjelenetben kerül, a II. számú Útikalauz által belefagyva az időbe. Azonban az elektronikus könyv elemei hamarosan lemerülnek, így minden szereplő felébred a felrobbanni készülő Földön, ahol a Jobbára ártalmatlan című kötet befejeződött. Zaphod Beeblebrox megmenti őket az Arany Szív űrhajóval. Arthur összes többi másolata a Föld másolatain elpusztulnak, ő maga pedig egy tengerparti bolygóra kerül, amit épp elpusztítani készülnek a vogonok.
A Galaxis útikalauz stopposoknak rádiójátékban Arthurt ezután a Bábel-hal menti meg, ami hordozójával együtt képes teleportálni magát vészhelyzet esetén. Ezen verzió szerint Arthur és barátai a ZZ9 Plurális Z Alfa Szekcióba kerülnek, ami a könyvben Trillian álomjelenetében is megjelent.